# Vantoux-et-Longevelle
Vantoux-et-Longevelle è un comune francese di 164 abitanti situato nel dipartimento dell'Alta Saona nella regione della Borgogna-Franca Contea.

## Società

### Evoluzione demografica
Abitanti censiti